# St. Marien (Friedrichsthal)

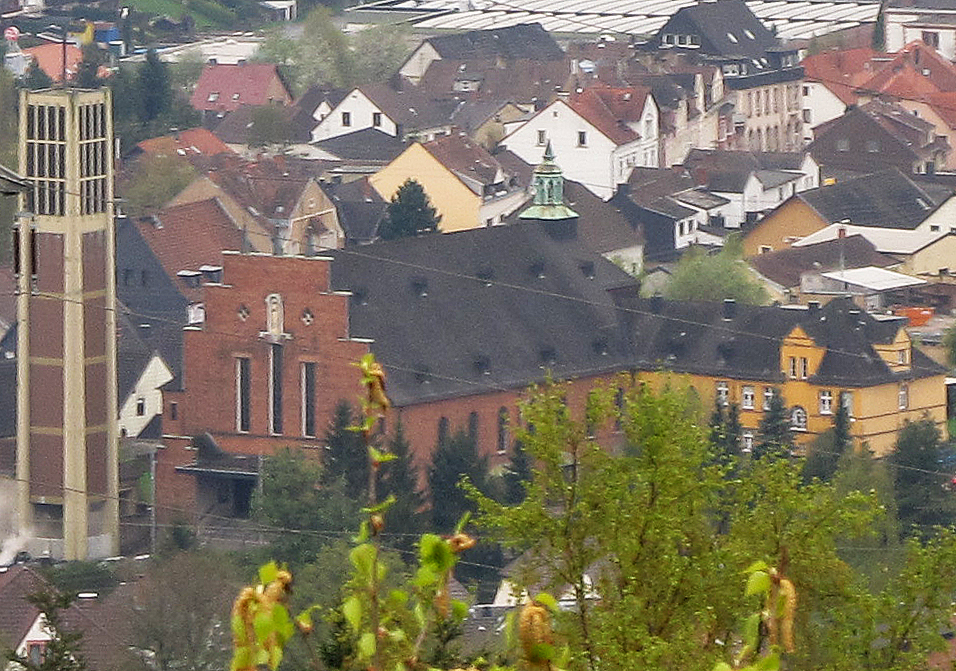
Die Pfarrkirche St. Marien in Friedrichsthal vom Hoferkopfturm in Bildstock aus gesehen

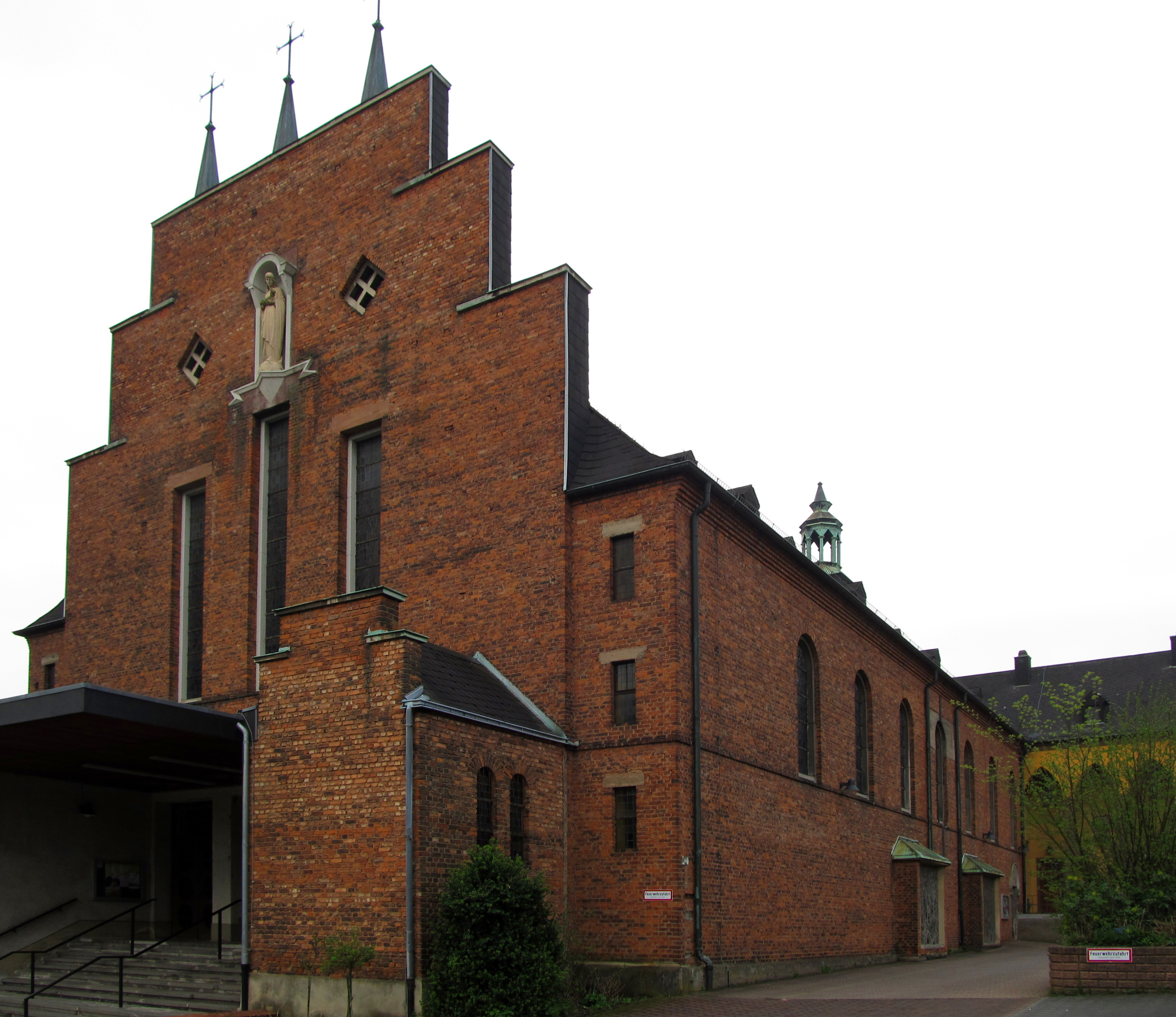
Weitere Ansicht der Kirche

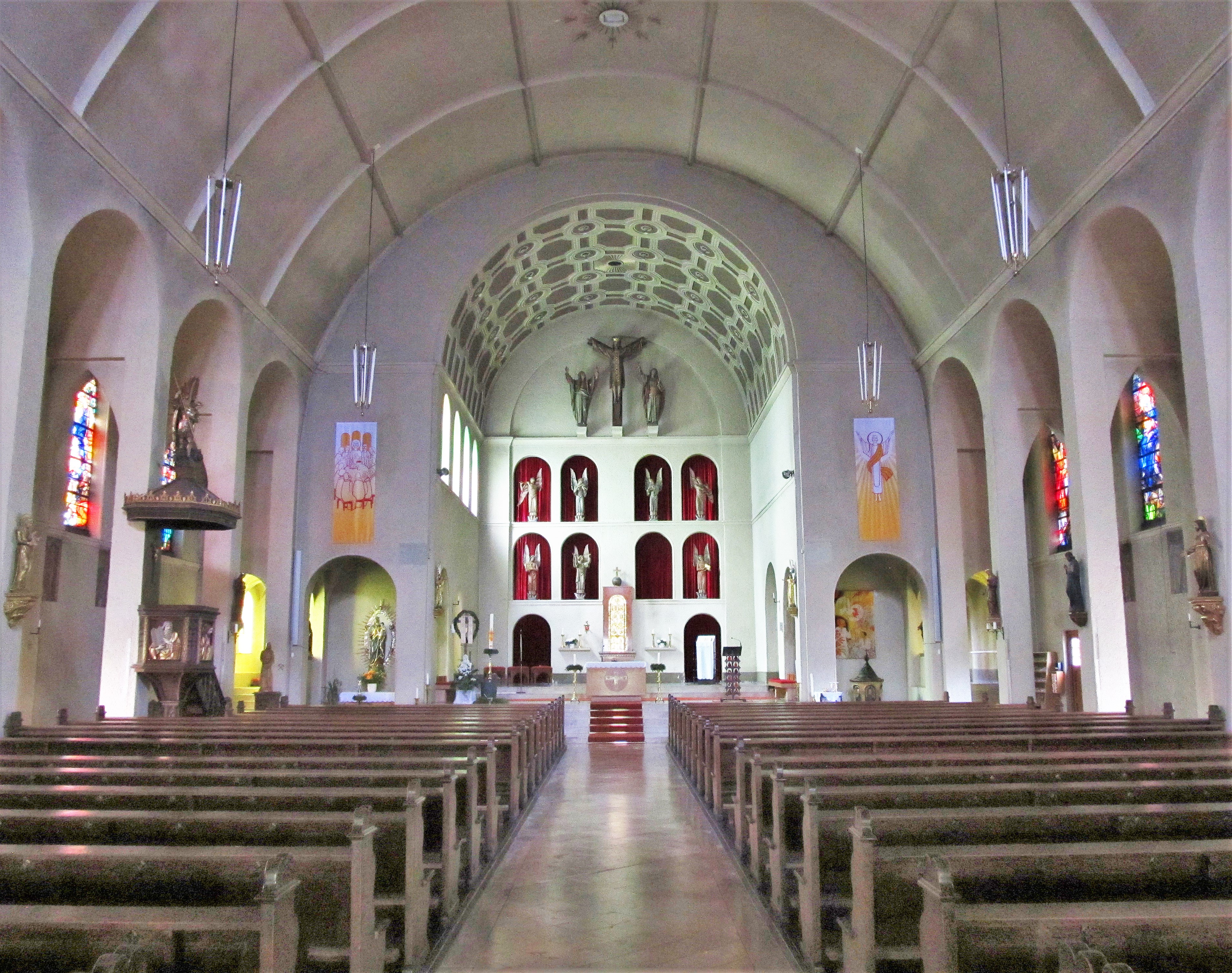
Blick ins Innere der Kirche

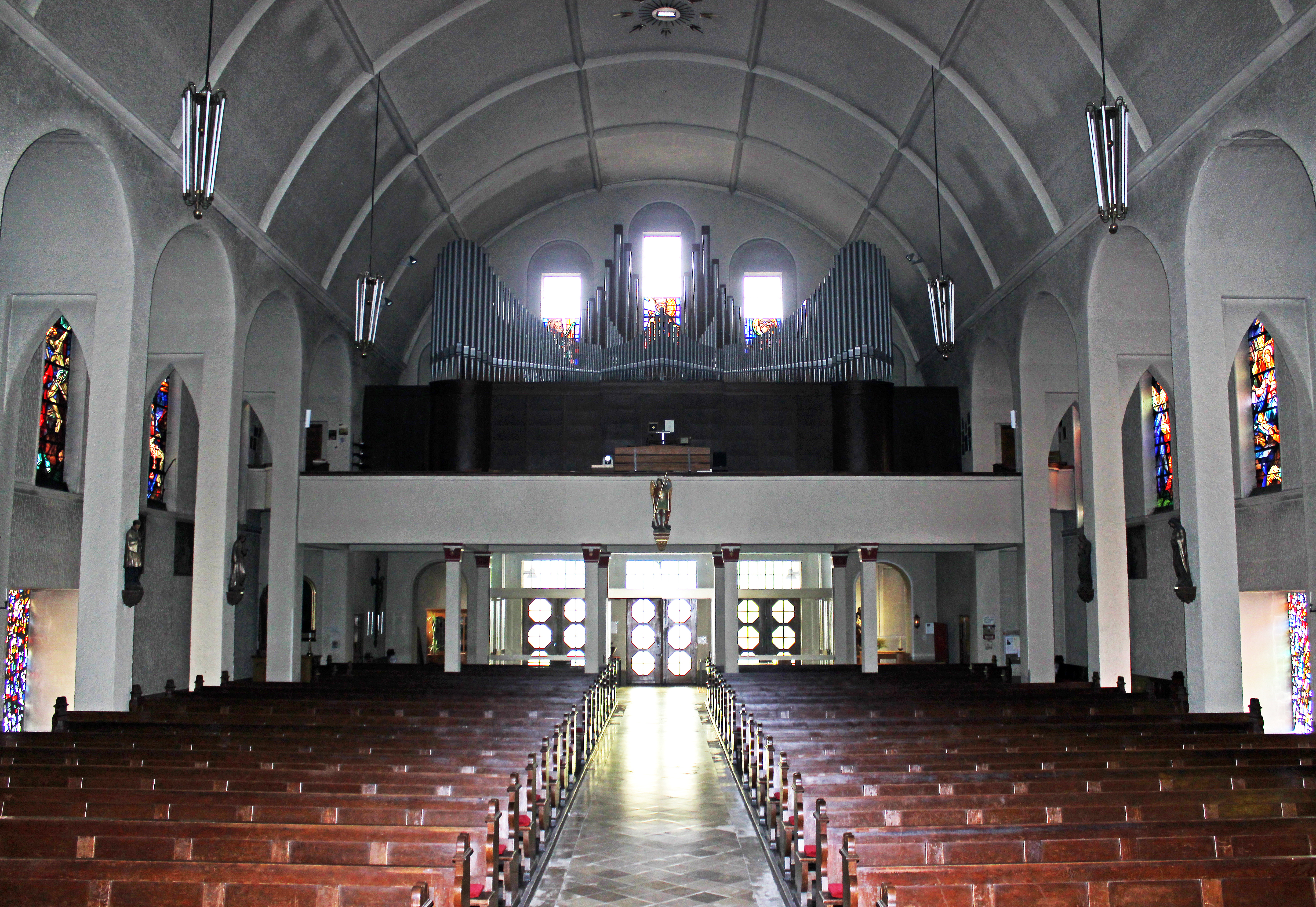
Blick zur Orgelempore

Die Kirche St. Marien bzw. Sieben Schmerzen Mariä ist eine römisch-katholische Filialkirche in der saarländischen Stadt Friedrichsthal, Regionalverband Saarbrücken. Es handelt sich um eine Marienkirche, die dem Gedenken der Sieben Schmerzen der Maria, Mutter Jesu gewidmet ist. In der Denkmalliste des Saarlandes ist die Kirche als Einzeldenkmal aufgeführt.

## Geschichte
Vorgängerin der heutigen Kirche war die von 1870 bis 1873 nach Plänen des Architekten Carl Friedrich Müller (Saarlouis) erbaute Pfarrkirche St. Michael, die 1929 wegen Baufälligkeit abgerissen wurde.
Als Nachfolgebau entstand von 1927 bis 1928 die St. Marienkirche. Die Pläne für das Kirchengebäude stammten von dem Architekten Peter Marx (Trier), der auch für die Allerheiligenkirche im benachbarten Sulzbach verantwortlich zeichnete.
Am 30. Dezember 1928 konnte das fertiggestellte Gotteshaus feierlich seiner Bestimmung übergeben werden.
Der freistehende Glockenturm wurde erst 1956 nach Plänen des Architekten Fritz Thoma (Trier) erbaut und Anfang Februar 2016 wegen Baufälligkeit wieder abgerissen.

## Kirchengebäude
Die nutzbare Fläche des Kirchengebäudes, einschließlich der Empore, beträgt rund 700 m2 und bietet Platz für gut 2100 Personen.
Auffällig am Außenbau ist das Backstein-Sichtmauerwerk und der Dachreiter über dem Chorbereich.
Das Innere wird bestimmt durch ein mächtiges Tonnengewölbe, das das Langhaus überspannt. Zusätzlich gliedert sich das Langhaus auch noch in zwei sehr schmale Seitenschiffe. Auch der Altarraum wird von einem Tonnengewölbe überspannt, das aber noch zusätzlich kassettiert ist. Die Rückwand des Altarraumes wird bestimmt von Arkaden, in denen zum größten Teil Engelsfiguren aufgestellt sind. Über den Arkaden befindet sich eine Kreuzigungsgruppe.

## Orgel
Die Orgel der Kirche wurde 1955 von der französischen Orgelbaufirma Haerpfer & Erman (Boulay) als Opus 510 erbaut. Das Kegelladen-Instrument verfügt über 44 (46) Register, verteilt auf 3 Manuale und Pedal. Die Spiel- und Registertraktur ist elektropneumatisch. Die Disposition lautet wie folgt:
| I Hauptwerk C–g3 |                 |     |
| 1.               | Quintadena      | 16′ |
| 2.               | Principal       | 8′  |
| 3.               | Gemshorn        | 8′  |
| 4.               | Nachthorn       | 8′  |
| 5.               | Praestant       | 4′  |
| 6.               | Rohrflöte       | 4′  |
| 7.               | Kleinprincipal  | 2′  |
| 8.               | Rauschpfeife II |     |
| 9.               | Mixtur IV-VI    |     |
| 10.              | Fagott          | 16′ |
| 11.              | Trompete        | 8′  |
| 12.              | Kopfregal       | 4′  |

| II Schwellwerk C–g3 |               |        |
| 13.                 | Stillgedackt  | 16′    |
| 14.                 | Diapason      | 8′     |
| 15.                 | Holzflöte     | 8′     |
| 16.                 | Salicional    | 8′     |
| 17.                 | Schwebung     | 8′     |
| 18.                 | Principal     | 4′     |
| 19.                 | Wienerflöte   | 4′     |
| 20.                 | Nasard        | 2 ⁄3′  |
| 21.                 | Waldflöte     | 2′     |
| 22.                 | Terz          | 1 3⁄5′ |
| 23.                 | Scharff V     |        |
| 24.                 | Dulcian       | 16′    |
| 25.                 | Schalmey-Oboe | 8′     |

| III Positiv C–g3 |                       |       |
| 26.              | Rohrflöte             | 8′    |
| 27.              | Quintadena            | 8′    |
| 28.              | Italienisch Principal | 4′    |
| 29.              | Blockflöte            | 4′    |
| 30.              | Querflöte             | 2′    |
| 31.              | Quinte                | 1 ⁄3′ |
| 32.              | Schweizerpfeife       | 1′    |
| 33.              | Cymbel III            |       |
| 34.              | Krummhorn             | 8′    |

| Pedal C–f1 |                        |     |
|            | Großbaß (Kollektivzug) | 32′ |
| 35.        | Principalbaß           | 16′ |
| 36.        | Subbaß 16′             |     |
|            | Zartbaß (= Nr. 1)      | 16′ |
| 37.        | Quintbaß 10 2⁄3′       |     |
| 38.        | Octavbaß               | 8′  |
| 39.        | Flötenbaß              | 8′  |
| 40.        | Choralbaß              | 4′  |
| 41.        | Cantus firmus          | 2′  |
| 42.        | Mixtur 4f              |     |
| 43.        | Posaune                | 16′ |
| 44.        | Tromba                 | 8′  |

- Koppeln: II/I, III/I, III/II, I/P, II/P, III/P, Sub- und Superoktavkoppeln
- Spielhilfen: 2 freie Kombinationen, Tutti